# Cristina Meneguello
Cristina Meneguello é uma historiadora e professora brasileira, especialista nos campos de patrimônio cultural e divulgação científica. 

## Carreira
Nascida na cidade de Campinas, no estado de São Paulo, Cristina Meneguello graduou-se em História no ano de 1988 na Universidade Estadual de Campinas (Unicamp). Em 1992, concluiu o mestrado na mesma instituição. Em 2000, obteve o título de doutora na Unicamp a partir de doutorado-sanduíche na Universidade de Manchester. Realizou dois estágios de pós-doutoramento: em 2005, na Universidade de Veneza (IUAV) e em 2008, na Universidade de Coimbra.
Desde 1998, é docente do Departamento de História do Instituto de Filosofia e Ciências Humanas da Universidade Estadual de Campinas. Atua nos cursos de História e Arquitetura e Urbanismo, como também no Mestrado Profissional em Ensino de História (Profhistória).
É membro fundadora do Comitê Brasileiro de Preservação do Patrimônio Industrial (TICCIH-Brasil) e representante nacional junto ao The International Committee for the Conservation of the Industrial Heritage (TICCIH Internacional).
Foi presidente da Associação Nacional de História Seção São Paulo (ANPUH-SP) entre 2012 e 2014 e é membro da diretoria executiva da ANPUH nacional no biênio 2021-2023, atuando como 1ª Secretária.

## Olimpíada Nacional em História do Brasil (ONHB)
Em 2009, durante sua gestão como Diretora Associada do Museu Exploratório de Ciências da Unicamp (2008–2012), foi uma das idealizadoras da Olimpíada Nacional em História do Brasil, a ONHB, uma olimpíada de conhecimento elaborada pelo Departamento de História da Universidade Estadual de Campinas. Desde seu início, Cristina Meneguello atua como coordenadora da ONHB, que hoje se encontra em sua 15ª edição (2023).
Além disso, coordena desde 2021, a Olimpíada Nacional em História do Brasil Aberta para Todos (ONHB-A) — uma versão aberta a todos os públicos — da ONHB.
É, também, responsável pela curadoria da prova de história de outra olimpíada do conhecimento: a Olimpíada Nacional de Ciências (ONC).

## Livros publicados
Editora Annablume:
- Da Ruína ao edifício: neogótico, reinterpretação e preservação do passado na Inglaterra vitoriana, 2008.

Editora Milfontes:
- Corpos & Pedras: estátuas, monumentalidade e história, 2022. Coorganização com Julio Cesar Bentivoglio

Editora da Unicamp:
- A Mulher na Idade Média, 1986. Coautoria com Carla Silvia Beozzo Bassanezi Pinsky.
- Poeira de Estrelas: o cinema hollywoodiano na mídia brasileira das décadas de 40 e 50, 1996.
- Dicionário Temático de Patrimônio: Debates Contemporâneos, 2020. Organização conjunta com Aline Vieira de Carvalho.

Fundação para o Desenvolvimento da Educação (FDE):
- E o vento levou, 1995. Coautoria com Ricardo Picchiarini.
- Roma, cidade aberta, 1995. Coautoria com Marcos Strecker.
- Cinema Paradiso, 1995. Coautoria com Walter Lima Júnior.
- O Selvagem da Motocicleta, 1996. Coautoria com Luiz Nazário.
- Herói por Acidente, 1996. Coautoria com Ricardo Picchiarini.
- O Jogador, 1996. Coautoria com Ricardo Picchiarini.

## Prêmios e indicações
Prêmio Zeferino Vaz
| Ano  | Categoria                | Resultado |
| ---- | ------------------------ | --------- |
| 2011 | Reconhecimento Acadêmico | Venceu    |

Medalha "Ippolito Nievo" da Associazione degli Amici Dell´Università di Padova
| Ano  | Categoria                       | Resultado |
| ---- | ------------------------------- | --------- |
| 2012 | Defesa do Patrimônio Industrial | Venceu    |

Prêmio PROEC - Unicamp
| Ano  | Categoria              | Resultado |
| ---- | ---------------------- | --------- |
| 2012 | Extensão Universitária | Venceu    |

Prêmio Péter Murányi
| Ano       | Categoria | Resultado |
| --------- | --------- | --------- |
| 2021-2022 | Educação  | 2º Lugar  |

Prêmio de Reconhecimento Professor Mohamed Habib - ADunicamp
| Ano       | Categoria                                    | Resultado |
| --------- | -------------------------------------------- | --------- |
| 2022-2023 | Educação, justiça social e justiça ambiental | Venceu    |